# HMAS Curlew (M1121)
El HMAS Curlew (M1121) fue un dragaminas clase Ton que perteneció a la Marina Real británica —como HMS Chediston— entre 1954 y 1961 y a la Armada Real Australiana entre 1961 y 1991.
Construido por el Montrose Shipyard entre 1952 y 1954, el HMS Chediston fue renombrado como «HMS Montrose» y sirvió en la Tay Division de la Royal Navy Volunteer Reserve. En 1961, Australia compró un lote de seis dragaminas clase Ton. Además del Chediston —desde entonces «HMAS Curlew»—, la compra incluyó a los Alcaston, Jackton, Singleton, Somerleyton y Swanston. Toda la flotilla fue asignada al 16th Mine Countermeasures Squadron.
En 1963, participó de un operación de buscaminas en un canal que da acceso al Tonolei Harbour, Bougainville. En dicho canal, aviones estadounidenses habían lanzado minas en 1943.
Entre 1967 y 1970, el Curlew —al igual que el Snipe— fue convertido en cazaminas.
Fue vendido en 1991.